# Ronde van de Algarve 1998
De Ronde van de Algarve 1998 (Portugees: Volta ao Algarve 1998) werd gehouden van 11 maart tot en met 15 maart in het zuiden van Portugal. Het was de 24ste editie van deze rittenkoers. De ronde wordt sinds 1960 georganiseerd. Titelverdediger was de Portugees Cândido Barbosa.

## Etappe-overzicht
| etappe | datum    | start   | finish               | afstand  | winnaar            | klassementsleider |
| ------ | -------- | ------- | -------------------- | -------- | ------------------ | ----------------- |
| 1e     | 11 maart | Tavira  | Tavira               | 179.0 km | Manuel Liberato    | Manuel Liberato   |
| 2e     | 12 maart | Olhão   | São Brás de Alportel | 103.0 km | Saulius Šarkauskas | Manuel Liberato   |
| 3e     | 12 maart | Faro    | Tavira               | 79.0 km  | Tomáš Konečný      | Manuel Liberato   |
| 4e     | 13 maart | Aljezur | Fóia                 | 166.0 km | Grischa Niermann   | Grischa Niermann  |
| 5e     | 14 maart | Lagos   | Albufeira            | 113.0 km | Guillaume Auger    | Grischa Niermann  |
| 6e     | 15 maart | Faro    | Loulé                | 217.0 km | Tomáš Konečný      | Tomáš Konečný     |

## Etappe-uitslagen

### 1e etappe
| Tavira – Tavira (179 km) |                 |                   |          |
| Plaats                   | Naam            | Ploeg             | Tijd     |
| Winnaar                  | Manuel Liberato | Troiamarisco      | 4u50'10" |
| 2                        | Nuño Marta      | Fimafra-Frutas AB | z.t.     |
| 3                        | Paulo Martins   | Gresco-Tavira     | z.t.     |

### 2e etappe
| Olhão – São Brás de Alportel (103 km) |                    |                   |      |
| Plaats                                | Naam               | Ploeg             | Tijd |
| Winnaar                               | Saulius Šarkauskas | Recer-Boavista    | ???  |
| 2                                     | Luis Colaço        | LA-Pecol          | z.t. |
| 3                                     | Carlos Marta       | Fimafra-Frutas AB | z.t. |

### 3e etappe
| Faro – Tavira (79 km) |               |       |      |
| Plaats                | Naam          | Ploeg | Tijd |
| Winnaar               | Tomáš Konečný | ZVVZ  | ???  |
| 2                     |               |       |      |
| 3                     |               |       |      |

### 4e etappe
| Aljezur – Fóia (166 km) |                   |                          |          |
| Plaats                  | Naam              | Ploeg                    | Tijd     |
| Winnaar                 | Grischa Niermann  | Die Continentale-Olympia | 4u32'37" |
| 2                       | José Luis Rebollo | Recer-Boavista           | +00' 03" |
| 3                       | Tomáš Konečný     | ZVVZ                     | z.t.     |

### 5e etappe
| Lagos – Albufeira (113 km) |                    |                  |          |
| Plaats                     | Naam               | Ploeg            | Tijd     |
| Winnaar                    | Guillaume Auger    | BigMat-Auber '93 | 2u32'34" |
| 2                          | Luis Ferreira      | Troiamarisco     | z.t.     |
| 3                          | Philippe Fernandes | Troiamarisco     | +00' 03" |

### 6e etappe
| Faro – Loulé (217 km) |                |                  |          |
| Plaats                | Naam           | Ploeg            | Tijd     |
| Winnaar               | Tomáš Konečný  | ZVVZ             | 5u18'53" |
| 2                     | Slawomir Heger | ZVVZ             | z.t.     |
| 3                     | Carlos Da Cruz | BigMat-Auber '93 | z.t.     |

## Eindklassementen
| Plaats    | Naam               | Ploeg                    | Tijd      |
| --------- | ------------------ | ------------------------ | --------- |
| Gele trui | Tomáš Konečný      | ZVVZ                     | 22u11'30" |
| 2         | Grischa Niermann   | Die Continentale-Olympia | + 00' 07" |
| 3         | José Luis Rebollo  | Recer-Boavista           | + 00' 14" |
| 4         | José Azevedo       | Maia-CIN                 | + 00' 16" |
| 5         | Cássio Freitas     | LA-Pecol                 | + 00' 17" |
| 6         | Paulo Ferreira     | Maia-CIN                 | + 00' 20" |
| 7         | Joeri Soerkov      | LA-Pecol                 | z.t.      |
| 8         | Pedro Cardoso      | Maia-CIN                 | z.t.      |
| 9         | Quintino Rodrigues | Recer-Boavista           | z.t.      |
| 10        | Joaquim Andrade    | Maia-CIN                 | z.t.      |

| Plaats      | Naam               | Ploeg        | Punten |
| ----------- | ------------------ | ------------ | ------ |
| Groene trui | Tomáš Konečný      | ZVVZ         | 78     |
| 2           | Manuel Liberato    | Troiamarisco | 72     |
| 3           | Saulius Šarkauskas | LA-Pecol     | 60     |

| Plaats    | Naam             | Ploeg                    | Punten |
| --------- | ---------------- | ------------------------ | ------ |
| Rode trui | Pedro Cardoso    | Maia-CIN                 | 25     |
| 2         | Grischa Niermann | Die Continentale-Olympia | 16     |
| 3         | Paulo Ferreira   | Maia-CIN                 | 13     |

| Plaats     | Naam        | Ploeg    | Punten |
| ---------- | ----------- | -------- | ------ |
| Witte trui | Luis Colaço | LA-Pecol |        |
| 2          |             |          |        |
| 3          |             |          |        |

| Plaats | Ploeg          | Tijd      |
| ------ | -------------- | --------- |
|        | Maia-CIN       | 66u35'30" |
| 2      | Recer-Boavista | z.t       |
| 3      | LA-Pecol       | +00' 08"  |

1960 · 1961 · 1962-1976 · 1977 · 1978 · 1979 · 1980 · 1981 · 1982 · 1983 · 1984 · 1985 · 1986 · 1987 · 1988 · 1989 · 1990 · 1991 · 1992 · 1993 · 1994 · 1995 · 1996 · 1997 · 1998 · 1999 · 2000 · 2001 · 2002 · 2003 · 2004 · 2005 · 2006 · 2007 · 2008 · 2009 · 2010 · 2011 · 2012 · 2013 · 2014 · 2015 · 2016 · 2017 · 2018 · 2019 · 2020 · 2021 · 2022 · 2023 · 2024 · 2025